# التجاني حاج موسى
التجاني حاج موسى  أو التيجاني الحاج موسى كما يكتب احيانا هو شاعر سوداني متعدد المواهب فهو ايضاً ملحن للأغاني وصحفي في مجال الفنون والآداب وإعلامي بارز عرفته الساحة الفنية والإعلامية السودانية وقدم العديد من الأعمال الشعرية المشهورة .

## الميلاد والنشأة
ولد التجاني بمدينة الدويم بولاية النيل الأبيض الحالية في 22 ديسمبر / كانون الثاني عام 1949 وترعرع في كنف جدته لوالدته السيدة دار السلام عبد الله أبو زيد بعد وفاة والده وهو لم يبلغ العامين من العمر. التحق كغيره من أبناء جيله بالخلوة ودرس في خلوة كان يديرها جده مباديء الكتابة والقراءة والعلوم الدينية حيث حفظ بعض سور القرآن الكريم.
ثم درس في معهد بخت الرضا (جامعة بخت الرضا حالياً) للتربية والتعليم بمدينة الدويم لمدة أربعة أعوام وعرف عنه في تلك الفترة تميزه في الدروس وفي الأنشطة المدرسية الأخرى حيث ترأس جمعيات أدبية بالمعهد. وتلقى تعليمه المتوسط بمدرسة الدويم الأهلية الوسطى قبل أن ينتقل إلى العاصمة المثلثة ويسكن مع جده في حي العباسية بأم درمان. وتلقى تعليمه الثانوي بمدرسة عبد الناصر الثانوية بالخرطوم والجامعي بجامعة القاهرة فرع الخرطوم (جامعة النيلين حالياً)، كلية الحقوق.

## نشاطه الأدبي
شهدت سبيعنيات القرن الماضي تبلور أعماله الأدبية والشعرية حيث كتب واحدة من أشهر قصائده التي نشرت في عيد التعليم بمعهد التربية بخت الرضا وتحكي شوقه وحنينه لوالدته وهي قصيدة «أمي يا دار السلام»، وقد تغني بها الفنان كمال ترباس. وبرزت في التجاني شخصية الشاعر الأديب عبر المنتديات التي كانت تقام في ذلك الزمان ضمن نخبة من رموز الحركة الثقافية الذين تأثر بهم كثيراً في بداية تجربته الشعرية ومن بينهم صلاح أحمد إبراهيم ومبارك المغربي و عوض أحمد خليفة. وتنوعت النصوص الشعرية عنده لتشمل نصوص الشعر الغنائي المكتوب بالعامية السودانية خاصة في بداية مسيرته الأدبية في عام 1970 م وظهرت قصيدة «قصر الشوق» التي تغني بها زيدان إبراهيم.
كما شمل نشاطه الأدبي الكتابة للأطفال وقدم في هذا المجال لعديد من الأعمال الأدبية من مسرحيات وأشعار ومن بينها مسرحية «بنت السماك» التي انتجها بالتعاون مع يوسف حسن الصديق وقصيدتي «قول صباح الخير »، و«متشكرين ومقدرين يا مدرستنا ويا مدرسين» وغيرهما.

## نشاطه المهني
عمل التجاني حاج موسى معلماً بالمدارس الثانوية أثناء دراسته الجامعية. وكان يدرس في مدارس التقدم الثانوية المصرية العليا وفق المنهج الدراسي المصري استاذاً لمواد اللغة الإنجليزية واللغة العربية والدراسات الاجتماعية.
كما عمل موظفاً في ديوان الضرائب بالخرطوم وتدرج في سلكه الوظيفي حتى أصبح مفتشاً للضرائب في عام 1989 ثم وكيل وزارة. وفي عام 1991 م، تم تعيينه مديراً للإبداع بالهيئة القومية للثقافة والفنون بالسودان ثم أميناً عاماً للهيئة نفسها حتى عام 1994 م، وعمل في عام 1995م، مديراً للبرامج بالتلفزيون السوداني ثم أميناً عاماً للآداب والعلوم الإنسانية بالهيئة والقومية للثقافة والفنون وأميناً مكلفاً للهيئة من 1997 وحتى 2002 م، ومن ثم عين أميناً للمجلس الاتحادي للمصنفات الأدبية والفنية.

## نشاطه الصحفي والأكاديمي والإعلامي
عمل التجاني في مجال الصحافة وكمحاضر في بعض الجامعات السودانية مثل جامعة الرباط الوطني وأعد الكثير من أوراق العمل والبحوث للعديد من المؤتمرات خارج السودان وداخل. وعمل مقدماً للبرامج الإذاعية والتلفزيونية بالسودان.

## دواوينه
صدرت له عدة دوواين شعر طبع أحدهما ثلاث مرات وهو ديوان «تباريح الهوى» ويحتوى على مجموعة من الأعمال الغنائية. وله أربع دواوين أخرى في طور الإصدار.
تأثر في أعماله بشعراء مثل أبو الطيب المتنبي الذي حفظ له لعديد من الأشعار و أحمد شوقي وحافظ إبراهيم ومحمود سامي البارودي وإيليا أبو ماضي وأبو القاسم الشابي و التيجاني يوسف بشير و بدر شاكر السياب ونزار قباني.أما علي الصعيد الداخلي فقد كان معجباً بالشاعر صالح عبد السيد أبو صلاح الذي كان يكتب العامية وبالشاعر محمد بشير عتيق الذي عاصره الشاعر العبادي وصديق المدني ومحمد يوسف موسى و إسحاق الحلنقي.

## رحلاته في الخارج
شارك في مؤتمر الأدباء والفنانين بطرابلس ( ليبيا) و صنعاء (اليمن) و سيؤول (كوريا) بدعوة من وزارة الثقافة السودانية وزار أنجمينا (تشاد) و دار السلام (تنزانيا) و ممباسا (كينيا). كما زارالعاصمة المصرية القاهرة لإعداد حلقات تلفزيونية مشتركة مع الأستاذ حمدي بدر الدين في برنامج فرسان في الميدان. وسافر إلى جنيف(سويسرا) للمشاركة في الجمعية العمومية لأعمال الملكية الفكرية.

## نشاطه الإجتماعي والتطوعي
يتمتع التيجاني بعضوية العديد من المنظمات التطوعية من بينها الجمعية السودانية لرعاية المسنين (جسر) التي تأسست في عام 1990 م وهو أيضاً عضو بمجلس إدارة مؤسسة الضو حجوج للعجزة والمسنين بالخرطوم بحري، وعضو في اتحاد المكفوفين السودانيين.

## قصائده
نص قصيدة «أمي يا دار السلام»
أمي الله يسلمك يا يمة الله يسلمك
يديك لي طولة العمر في الدنيا يوم ما يألمك
أمي يا دار السلام يا حني لو جار الزمان
ختيتي في قلبي اليقين يا مطماني بطمنك
أمي الله يسلمك
خيرك علي بالحيل كتير
يا مرضعاني طيبة بالصبر الجميل
ياسعد أيامي وهناي لو درتي قلبي أسلمك
أمي الله يسلمك
أنا مهما أفصح عن مشاعري برضو بخونو الكلام
قولة بحبك ما بتكفي وكل كلمات الغرام
يا منتهي الريد ومبتدأ ويا الليا الله يسلمك